# Macey Peninsula
Macey Peninsula är en udde i Antarktis. Den ligger i Östantarktis. Australien gör anspråk på området.
Terrängen inåt land är kuperad österut, men åt nordväst är den platt. Havet är nära Macey Peninsula västerut. Trakten är obefolkad. Det finns inga samhällen i närheten. 